# Gležanjska kost
Gležanjska kost (lat. talus) je kost u stopalu čovjeka, kockasta oblika, smještena iznad petne kosti. 
Gležanjska kost povezuje kosti potkoljenice s kostima stopala i prenosi čitavu težinu tijela na kosti stopala.
Gležanjska je kost uzglobljena s petnom kosti (lat. calcaneus), s goljeničnom kosti (lat. tibia) i lisnom kosti (lat. fibula), i s čunastom kosti (lat. os naviculare).